# Prima Categoria Piemonte-Valle d'Aosta 1962-1963
Il campionato di calcio di Prima Categoria 1962-1963 è stato il V livello del campionato italiano. A carattere regionale, fu il quarto campionato dilettantistico con questo nome dopo la riforma voluta da Zauli del 1958.
Questi sono i gironi organizzati per le regioni Piemonte e Valle d'Aosta dal Comitato Regionale Piemontese.

## Girone A

### Squadre partecipanti
| Squadra              | Città (provincia)     | Stagione precedente |
| -------------------- | --------------------- | ------------------- |
| U.S. Alicese         | Alice Castello (VC)   |                     |
| U.S. Aosta           | Aosta                 |                     |
| G.S. Arona           | Arona (NO)            |                     |
| A.S. Borgosesia      | Borgosesia (VC)       |                     |
| A.S. Cossatese       | Cossato (VC)          |                     |
| A.C. Galliate        | Galliate (NO)         |                     |
| A.S. Juventus Domo   | Domodossola (NO)      |                     |
| S.C. Idealgas Cameri | Cameri (NO)           |                     |
| A.S. Nuova Verbania  | Verbania (NO)         |                     |
| Oleggio Sportiva     | Oleggio (NO)          |                     |
| A.S. Omegna          | Omegna (NO)           |                     |
| U.S. Ponzone         | Trivero (VC)          |                     |
| U.S. Serravallese    | Serravalle Sesia (VC) |                     |
| A.S. Sunese          | Suno (NO)             |                     |
| U.S. Valenzana       | Valenza (AL)          |                     |
| U.S. Valle Cervo     | Sagliano Micca (VC)   |                     |

### Classifica finale
|  | Pos. | Squadra              | Pt | G  | V  | N  | P  | GF | GS | DR  |
|  | ---- | -------------------- | -- | -- | -- | -- | -- | -- | -- | --- |
|  | 1.   | Ponzone              | 48 | 30 | 20 | 8  | 2  | 66 | 22 | +44 |
|  | 2.   | Nuova Verbania       | 46 | 30 | 19 | 8  | 3  | 68 | 25 | +43 |
|  | 3.   | Borgosesia           | 44 | 30 | 18 | 8  | 4  | 41 | 19 | +22 |
|  | 4.   | Cossatese            | 39 | 30 | 17 | 5  | 8  | 62 | 18 | +44 |
|  | 5.   | Arona                | 39 | 30 | 16 | 7  | 7  | 51 | 28 | +23 |
|  | 6.   | Oleggio              | 33 | 30 | 10 | 13 | 7  | 43 | 39 | +4  |
|  | 6.   | Omegna               | 33 | 30 | 13 | 7  | 10 | 37 | 35 | +2  |
|  | 8.   | Serravallese         | 30 | 30 | 12 | 6  | 12 | 52 | 42 | +10 |
|  | 8.   | Aosta                | 30 | 30 | 10 | 10 | 10 | 35 | 37 | -2  |
|  | 10.  | Alicese              | 29 | 30 | 10 | 9  | 11 | 41 | 58 | -17 |
|  | 11.  | Valenzana            | 26 | 30 | 10 | 6  | 14 | 49 | 55 | -6  |
|  | 12.  | Galliate             | 21 | 30 | 6  | 9  | 15 | 35 | 49 | -14 |
|  | 13.  | Sunese               | 20 | 30 | 7  | 6  | 17 | 37 | 60 | -23 |
|  | 14.  | Juventus Domo        | 16 | 30 | 5  | 6  | 19 | 30 | 67 | -37 |
|  | 15.  | Valle Cervo          | 14 | 30 | 4  | 6  | 20 | 31 | 65 | -34 |
|  | 16.  | Idealgas Cameri (-1) | 11 | 30 | 4  | 4  | 22 | 19 | 78 | -59 |

Legenda:
      Ammesso allo spareggio.
  Retrocesso e in seguito riammesso.
      Retrocesso in Seconda Categoria.
Regolamento:
Due punti a vittoria, uno a pareggio, zero a sconfitta.
Pari merito in caso di pari punti.
Note:
Idealgas Cameri ha scontato 1 punto di penalizzazione in classifica per una rinuncia.

## Girone B

### Squadre partecipanti
| Squadra                         | Città (provincia)          | Stagione precedente |
| ------------------------------- | -------------------------- | ------------------- |
| U.S. Acqui                      | Acqui Terme (AL)           |                     |
| U.S. Albese                     | Alba (CN)                  |                     |
| U.S. Auxilium                   | Torino                     |                     |
| A.S. Carassonese                | Carassone di Mondovì (CN)  |                     |
| A.S. Cenisia                    | Torino                     |                     |
| G.S. Cinzano                    | Santa Vittoria d'Alba (CN) |                     |
| A.C. Cuneo                      | Cuneo                      |                     |
| U.S. Ferriere                   | Avigliana (TO)             |                     |
| U.S. Fossanese                  | Fossano (CN)               |                     |
| U.S. Intercontinentale Gassino  | Gassino Torinese (TO)      |                     |
| U.S. Pianelli & Traversa Rivoli | Rivoli (TO)                |                     |
| F.C. Pinerolo                   | Pinerolo (TO)              |                     |
| A.C. Saluzzo                    | Saluzzo (CN)               |                     |
| U.S. San Mauro                  | San Mauro Torinese (TO)    |                     |
| G.S. S.N.I.A. Viscosa           | Venaria Reale (TO)         |                     |
| U.S. Strambinese                | Strambino (TO)             |                     |

### Classifica finale
|  | Pos. | Squadra                    | Pt | G  | V  | N  | P  | GF | GS | DR  |
|  | ---- | -------------------------- | -- | -- | -- | -- | -- | -- | -- | --- |
|  | 1.   | Pinerolo                   | 41 | 30 | 15 | 11 | 4  | 53 | 26 | +27 |
|  | 2.   | Cinzano                    | 37 | 30 | 13 | 11 | 6  | 48 | 29 | +19 |
|  | 3.   | Gassino (-1)               | 36 | 30 | 14 | 9  | 7  | 47 | 41 | +6  |
|  | 3.   | Ferriere                   | 36 | 30 | 15 | 6  | 9  | 37 | 41 | -4  |
|  | 5.   | Carassonese                | 35 | 30 | 14 | 7  | 9  | 38 | 31 | +7  |
|  | 6.   | Cuneo                      | 34 | 30 | 13 | 8  | 9  | 43 | 31 | +12 |
|  | 7.   | Fossanese                  | 32 | 30 | 11 | 10 | 9  | 41 | 42 | -1  |
|  | 8.   | Saluzzo                    | 30 | 30 | 10 | 10 | 10 | 33 | 39 | -6  |
|  | 9.   | Albese                     | 29 | 30 | 10 | 9  | 11 | 37 | 42 | -5  |
|  | 10.  | S.N.I.A. Viscosa           | 28 | 30 | 10 | 8  | 12 | 37 | 36 | +1  |
|  | 10.  | Cenisia                    | 28 | 30 | 9  | 10 | 11 | 31 | 33 | -2  |
|  | 10.  | Strambinese                | 28 | 30 | 9  | 10 | 11 | 29 | 34 | -5  |
|  | 13.  | Pianelli & Traversa Rivoli | 27 | 30 | 9  | 9  | 12 | 33 | 33 | 0   |
|  | 14.  | San Mauro                  | 24 | 30 | 9  | 6  | 15 | 32 | 42 | -10 |
|  | 15.  | Acqui                      | 22 | 30 | 7  | 8  | 15 | 25 | 43 | -18 |
|  | 16.  | Auxilium                   | 12 | 30 | 5  | 2  | 23 | 21 | 42 | -21 |

Legenda:
      Ammesso allo spareggio.
  Retrocesso e in seguito riammesso.
      Retrocesso in Seconda Categoria.
Regolamento:
Due punti a vittoria, uno a pareggio, zero a sconfitta.
Pari merito in caso di pari punti.
Note:
Gassino ha scontato 1 punto di penalizzazione in classifica per una rinuncia.

## Spareggio promozione
|          | Risultati |          | Luogo e data             |
| -------- | --------- | -------- | ------------------------ |
| Pinerolo | 0 - 0     | Ponzone  | Pinerolo, 16 giugno 1963 |
| Ponzone  | 0 - 1     | Pinerolo | Trivero, 23 giugno 1963  |
|          |           |          |                          |

- Il Pinerolo è promosso in Serie D 1963-1964.